# ريتشل ماكفرلين
ريتشل ماكفرلين (بالإنجليزية: Rachel McFarlane)‏ هي مغنية بريطانية، ولدت في 1971 في مانشستر في المملكة المتحدة.

## وصلات خارجية
- الموقع الرسمي
- ريتشل ماكفرلين على موقع ميوزك برينز (الإنجليزية)
- ريتشل ماكفرلين على موقع أول ميوزيك (الإنجليزية)
- ريتشل ماكفرلين على موقع ديسكوغز (الإنجليزية)